# Station Alphen a/d Rijn
Station Alphen a/d Rijn (naam NS), Alphen aan den Rijn (naam ProRail) is het treinstation van Alphen aan den Rijn, aan de lijnen Woerden - Leiden en Gouda - Alphen.

## Geschiedenis

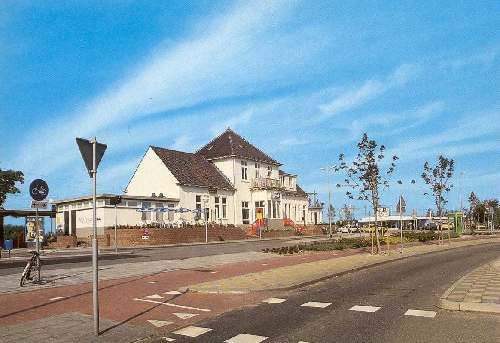
Het stationsgebouw in 1990

Het station is in 1878 geopend, toen ook de reizigersdienst op het traject Leiden – Woerden werd gestart. De aanleg van deze spoorlijn was in handen van de Spoorweg-Maatschappij Leiden - Woerden. In 1915 werd het station met Uithoorn verbonden door de spoorlijn Uithoorn - Alphen aan den Rijn, deze spoorlijn was onderdeel van de Haarlemmermeerspoorlijnen en is in 1936 weer gesloten en opgebroken. In 1932 is het met de opening van spoorlijn Gouda – Alphen vergroot. In 2004 is het aangepast aan het proefbedrijf van de RijnGouwelijn, hiertoe is een extra perron aangelegd en is spoor 4 in gebruik genomen. Het station bevindt zich iets ten zuiden van het centrum. Lange tijd lag het aan de rand van de stad, maar aan de zuidkant bevindt zich sinds begin jaren 90 de wijk Kerk en Zanen.

### Nieuwbouw

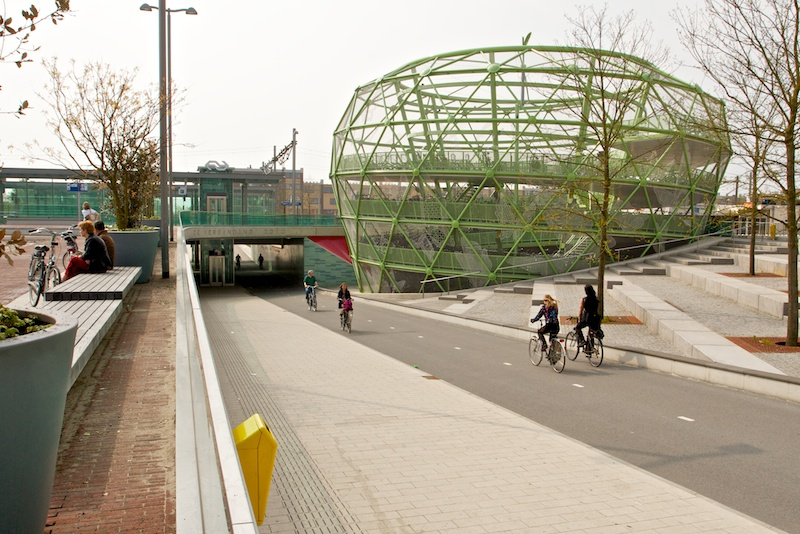
Fietstunnel met appelvormige onbewaakte fietsenstalling

De gemeente Alphen aan den Rijn was vanaf 1998 bezig met plannen voor het stationsgebied. Eind 2006 werd gestart met werkzaamheden in de stationsknoop om deze plannen ook te realiseren. Centraal in deze plannen stond de aanleg van een brede fiets- en voetgangerstunnel onder het spoor bij het station door. Het oorspronkelijke stationsgebouw uit 1879 (uitgebreid in 1932 en een aantal maal gerenoveerd) is daarbij in 2007 gesloopt. In juli en augustus 2008 is het eerste gedeelte van de tunnel aangelegd onder sporen 1 en 2 die vanwege de zomerdienstregeling van de NS buiten werking konden worden gesteld. In de zomer van 2009 werd het gedeelte van de tunnel onder sporen 3 en 4 aangelegd. Sinds 20 maart 2010 is de tunnel opengesteld voor treinreizigers. In februari 2007 is het busstation tijdelijk verhuisd, om een nieuw busstation aan te kunnen leggen. Het busstation werd tijdelijk verplaatst naar de Havenstraat, op 300 meter van het station. Dit tijdelijke busstation werd tot en met 25 augustus 2012 gebruikt, sinds 26 augustus is het nieuwe busstation voor het station open. Een ander deel van de plannen was de bouw van een nieuwe fietsparkeergelegenheid. Wegens ruimtegebrek is, in samenspraak met ontwerpers besloten tot de bouw van een "fietsappel", een appelvormige fietsenstalling met een capaciteit van 1.000 fietsen. De fietsappel won in 2012 de Nationale Staalprijs in de categorie Utiliteitsbouw.

## Treinen
De volgende treinseries stoppen volgens de dienstregeling 2025 op station Alphen aan den Rijn:
| Serie | Treinsoort    | Route                                                                                            | Bijzonderheden |
| ----- | ------------- | ------------------------------------------------------------------------------------------------ | --- |
| 6700  | Sprinter (NS) | Leiden Centraal – Alphen a/d Rijn – Woerden – Utrecht Centraal – Geldermalsen – Tiel             | Rijdt alleen na 18:00 uur en van vrijdag t/m zondag. Rijdt non-stop tussen Woerden en Utrecht Centraal. |
| 8600  | Sprinter (NS) | Alphen a/d Rijn – Gouda                                                                          | Rijdt onder de formule van R-net. Vormt een kwartierdienst met de serie 8700 (Behalve 's avonds en in het weekend).                                                                                        |
| 8700  | Sprinter (NS) | Alphen a/d Rijn – Gouda                                                                          | Rijdt onder de formule van R-net. Rijdt niet 's avonds en in het weekend. Vormt een kwartierdienst met de serie 8600.                                                                                      |
| 8800  | Sprinter (NS) | Leiden Centraal – Alphen a/d Rijn – Woerden – Utrecht Centraal – Geldermalsen – 's-Hertogenbosch | Rijdt alleen van maandag t/m donderdag tot 18:00 uur. Stopt niet in Vleuten en Utrecht Terwijde. |
| 8900  | Sprinter (NS) | (Leiden Centraal – Alphen a/d Rijn – )Woerden – Utrecht Centraal                                 | Rijdt niet in het weekend en na 20.00 uur. Rijdt alleen van maandag t/m vrijdag in de spitsuren van/naar Leiden Centraal en vormt dan tussen Leiden Centraal en Woerden een kwartierdienst met serie 8800. |

## Bussen

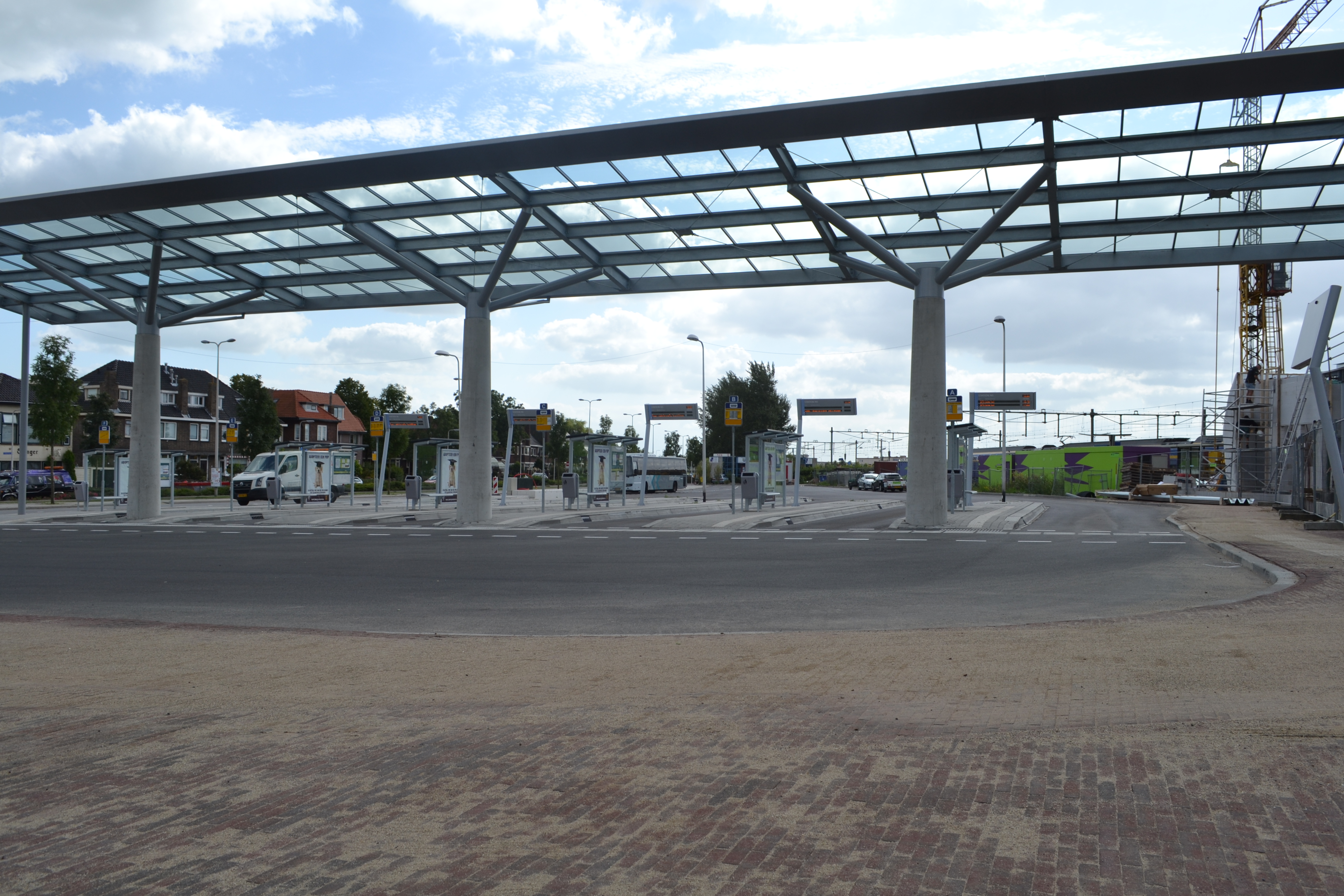
Het busstation in 2012.

Het busstation is sinds augustus 2012 weer voor het station te vinden. Op het busstation stoppen de volgende buslijnen van Qbuzz:

### stadsBuzz (Qbuzz)
Concessie Zuid-Holland Noord
- 1: Station → Ridderveld Oost → Herenhof → Ridderveld West → Rijnhaven → Kerk en Zanen → Archeon → Station
- 2: Station → Archeon → Kerk en Zanen → Rijnhaven → Ridderveld West → Herenhof → Ridderveld Oost → Station

### streekBuzz (Qbuzz)
Concessie Zuid-Holland Noord
- 101: Alphen aan den Rijn - Aarlanderveen - Nieuwkoop - Noorden - Woerdense Verlaat - Zegveld - Woerden
- 147: Alphen aan den Rijn - Aarlanderveen - Nieuwkoop - Zevenhoven - Nieuwveen - De Kwakel - Uithoorn
- 165: Alphen aan den Rijn - Hazerswoude-Rijndijk - Hazerswoude - Benthuizen - Zoetermeer
- 169: Alphen aan den Rijn - Koudekerk aan den Rijn - Hazerswoude-Rijndijk - Zoeterwoude-Rijndijk - Leiden
- 182: Alphen aan den Rijn - Ter Aar - Woubrugge - Hoogmade - Leiderdorp - Leiden
- 183: Alphen aan den Rijn - Woubrugge - Hoogmade - Leiderdorp - Leiden - Oegstgeest

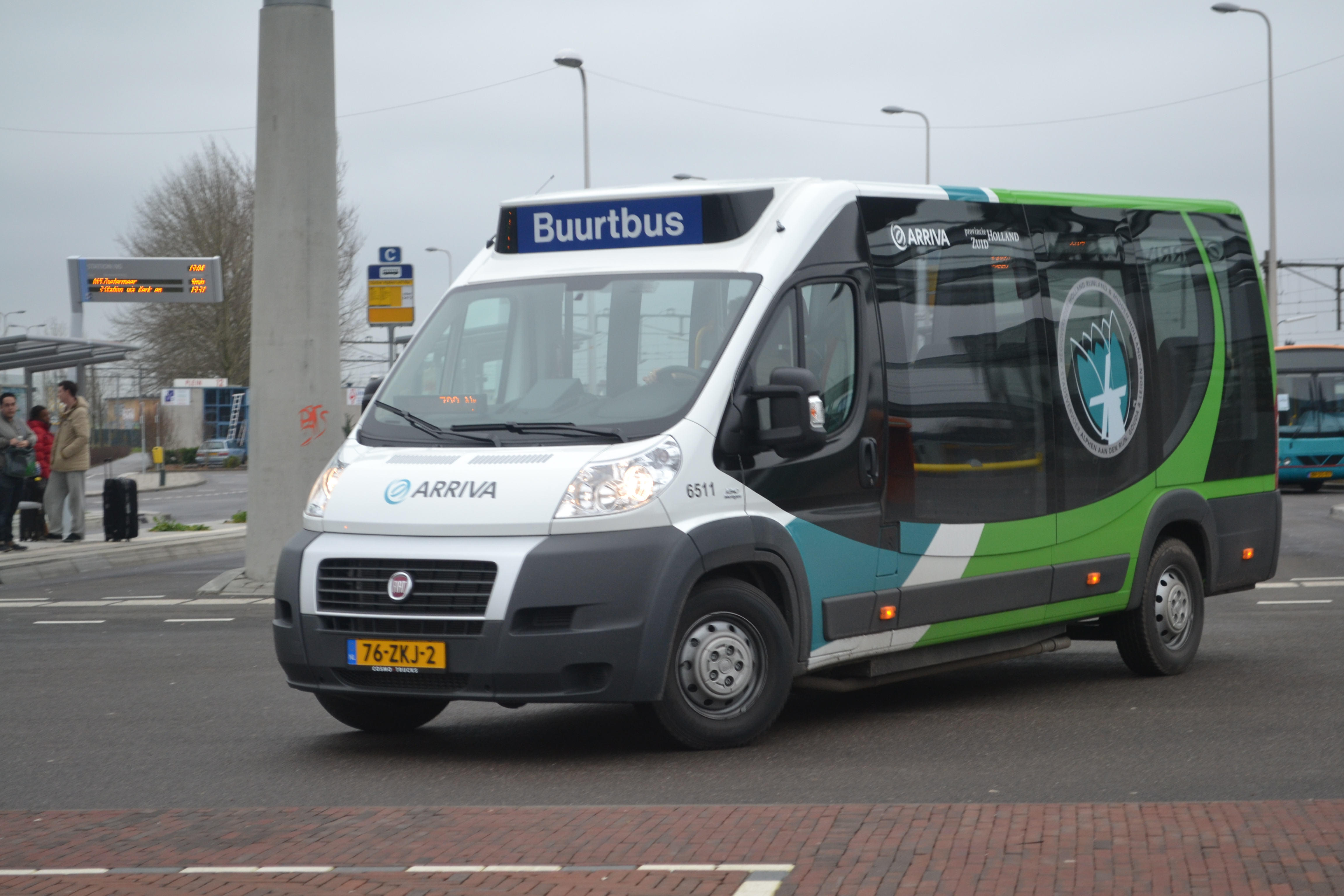
Buurtbus 722 vertrekt van het station.

### R-net(Qbuzz)
Concessie Zuid-Holland Noord
- 470: Alphen aan den Rijn - Leimuiden - Schiphol Airport

### buurtBuzz (Qbuzz)
Concessie Zuid-Holland Noord
- 722: Alphen aan den Rijn - Zwammerdam - Bodegraven

### nachtBuzz (Qbuzz)
Concessie Zuid-Holland Noord
- N70: Alphen aan den Rijn - Leimuiden - Schiphol Airport (nachtversie van lijn 470 via Brugrestaurant A4)

## Toekomst
Volgens vergevorderde, maar uiteindelijk toch niet doorgegane plannen, zou het station ook als halte gaan fungeren van de RijnGouwelijn, een lightrailverbinding van Gouda naar Katwijk/Noordwijk. De sneltram zou gebruikmaken van het huidige spoor van de spoorlijn Gouda - Alphen aan den Rijn en van Alphen doorrijden naar Station Leiden Lammenschans over de spoorlijn Woerden - Leiden. Deze plannen zijn in mei 2012 vervangen door een nieuw plan, HOV-net Zuid-Holland Noord, waarbij voorzien is in vervoer met lichtgewichttreinen op het traject Gouda - Alphen en uitbreiding van de dienstregeling op het traject Leiden - Utrecht met twee sprinters per uur per richting, naast de huidige twee sprinters.

## Ontwikkeling aantal reizigers
Het aantal door NS vervoerde reizigers (per gemiddelde werkdag) ontwikkelde zich sedert 2019 als volgt:
| Jaar | Aantal reizigers |
| ---- | ---------------- |
| 2019 | 12.630           |
| 2020 | 5.900            |
| 2021 | 6.426            |
| 2022 | 9.029            |
| 2023 | 10.743           |
| 2024 | 10.606           |

## Afbeeldingen

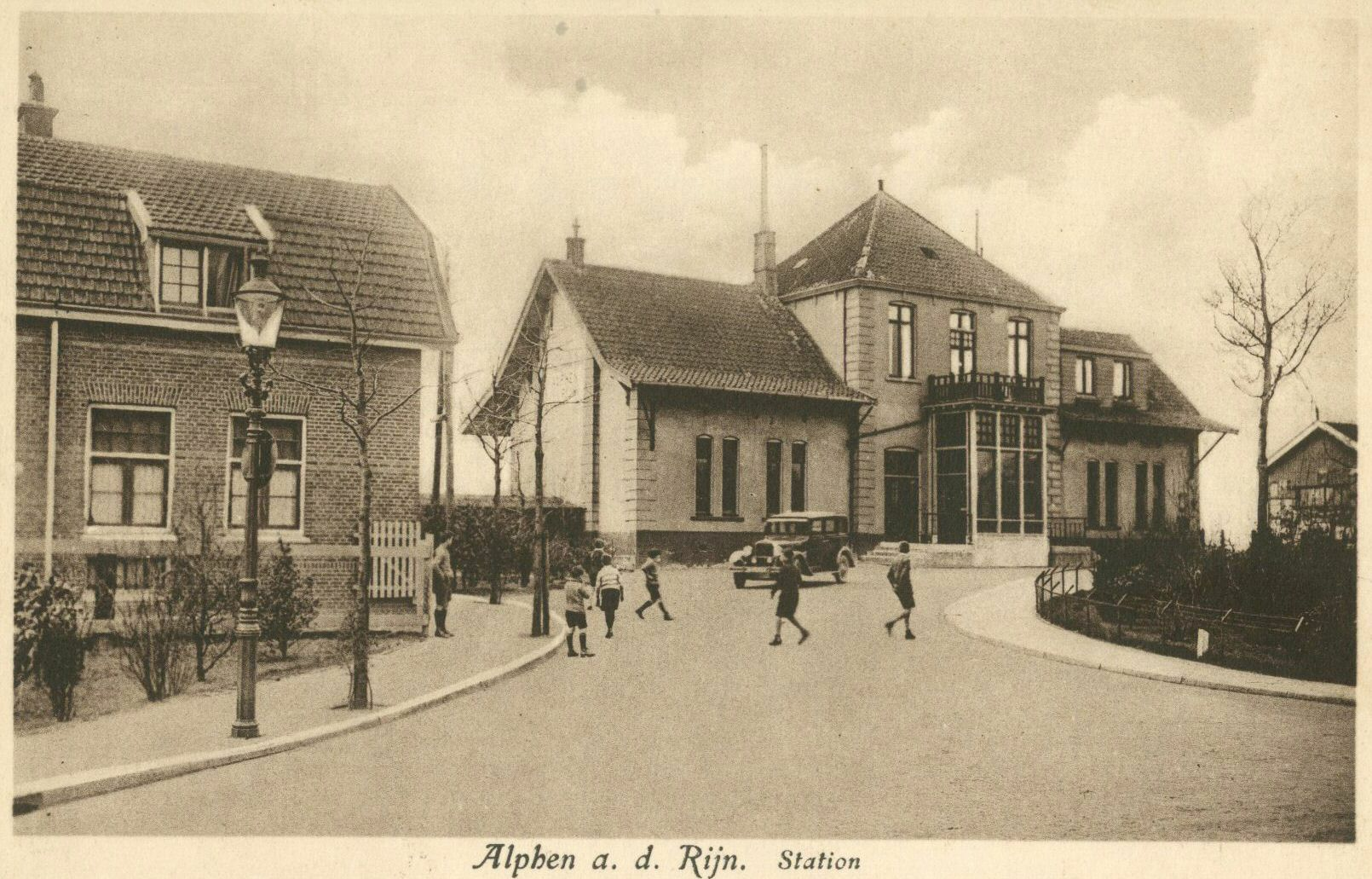
Station tussen 1930 en 1940
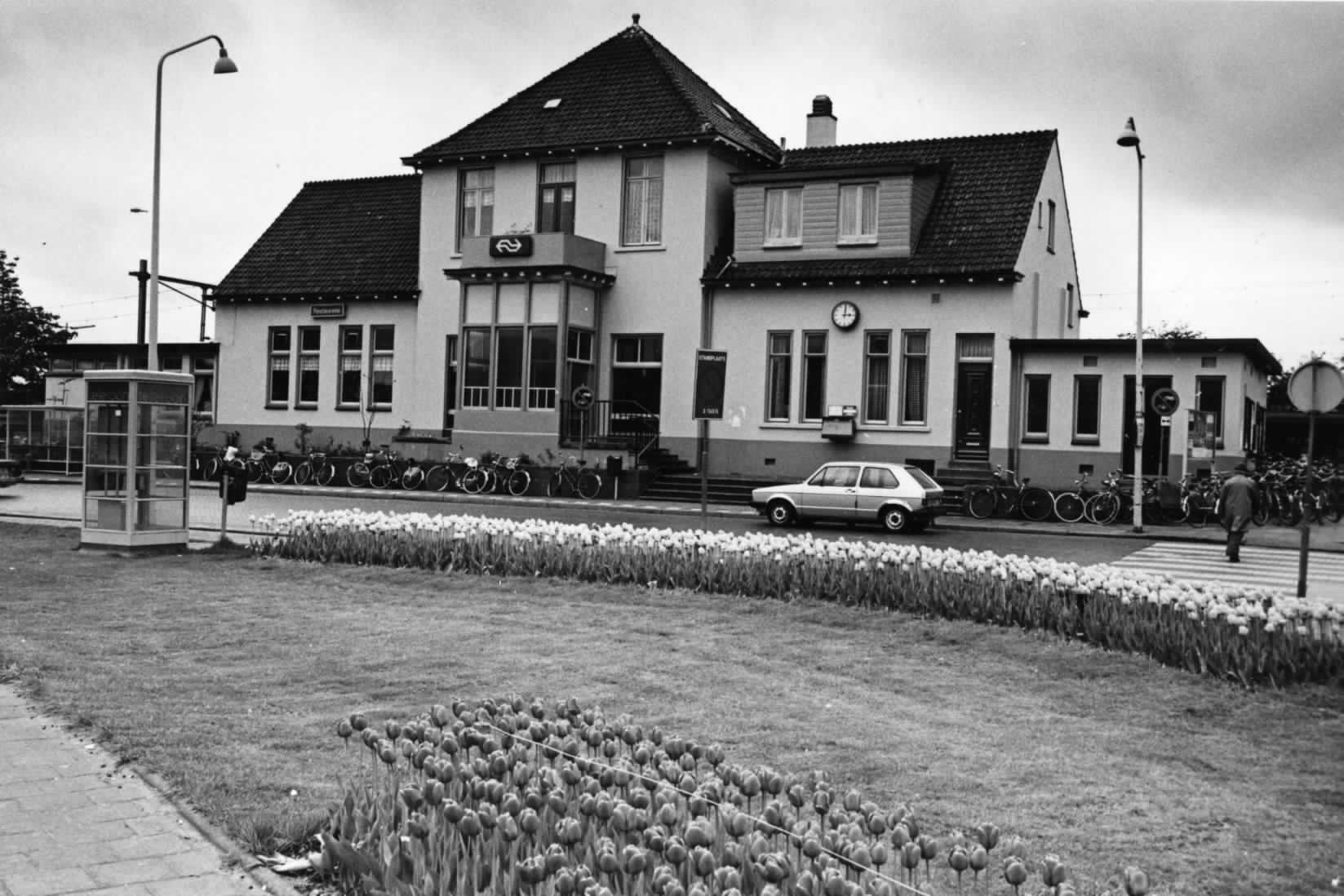
Station in 1981
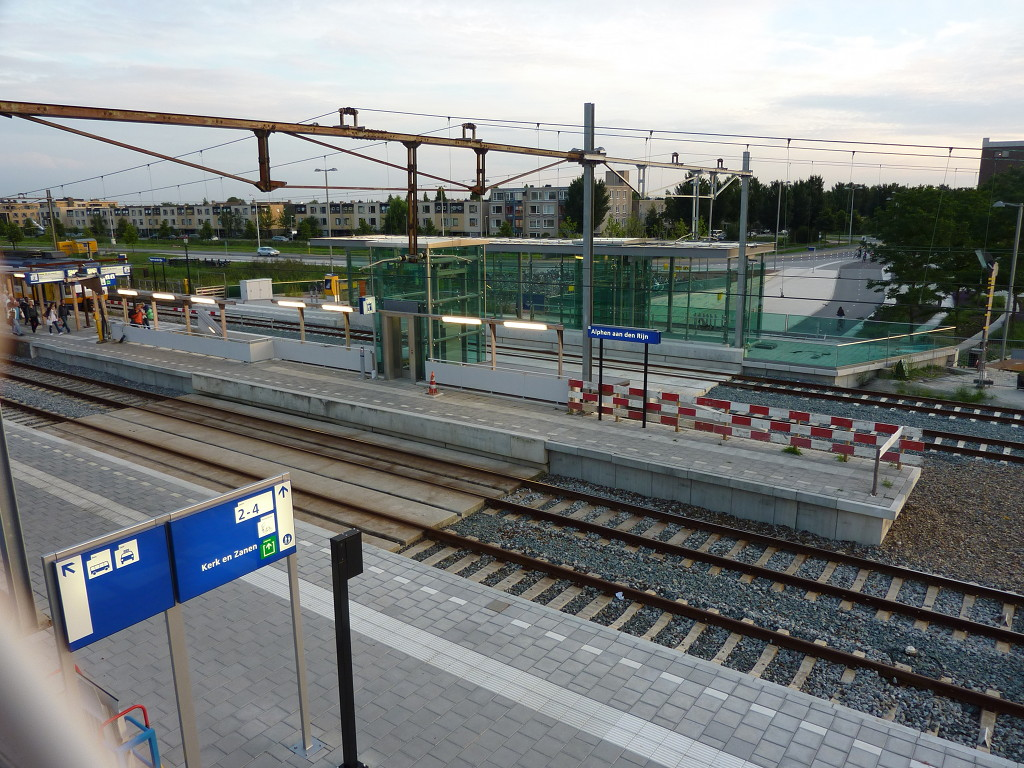
Perrons tijdens de verbouwing (2010)
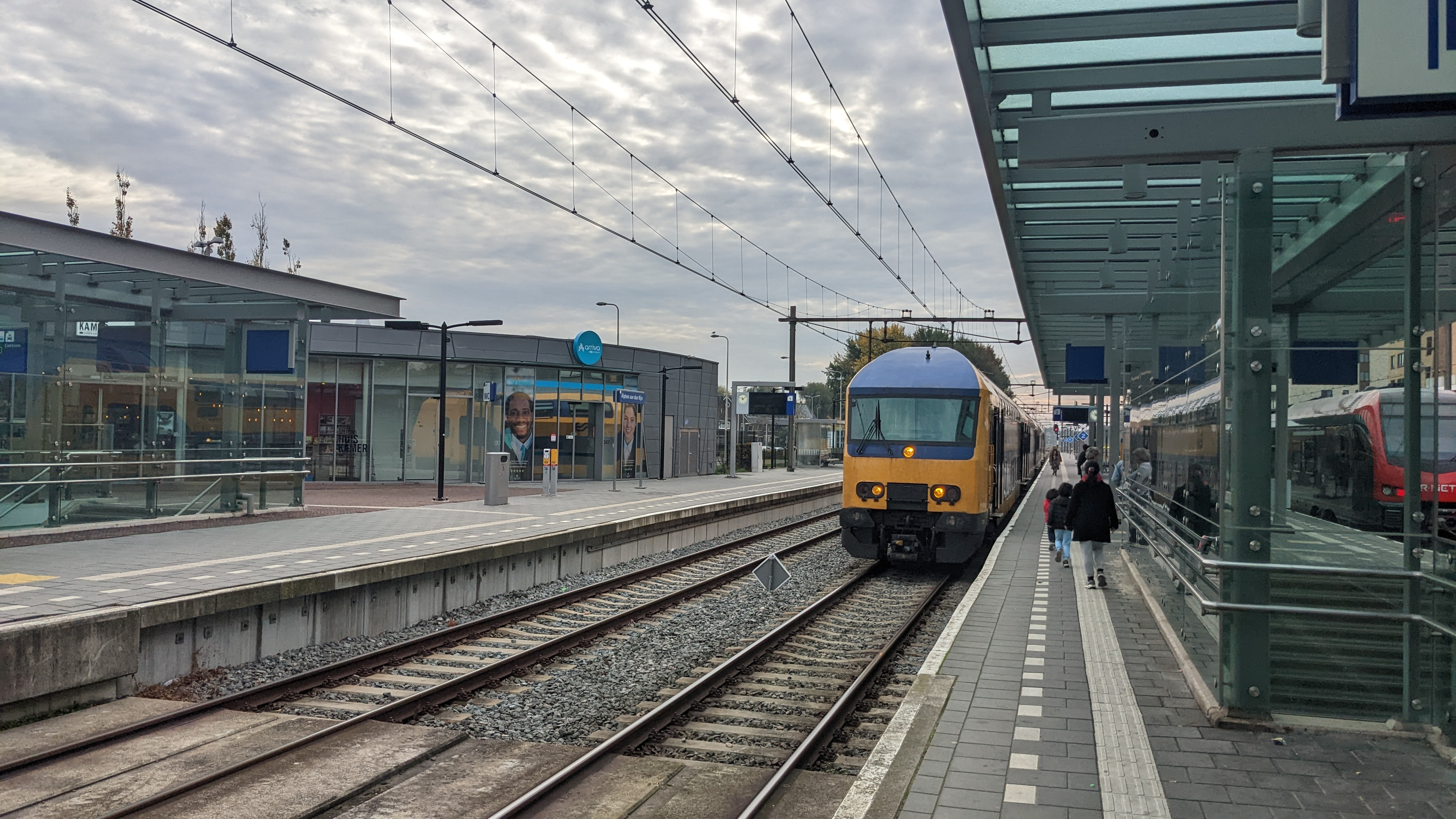
DDZ op het station
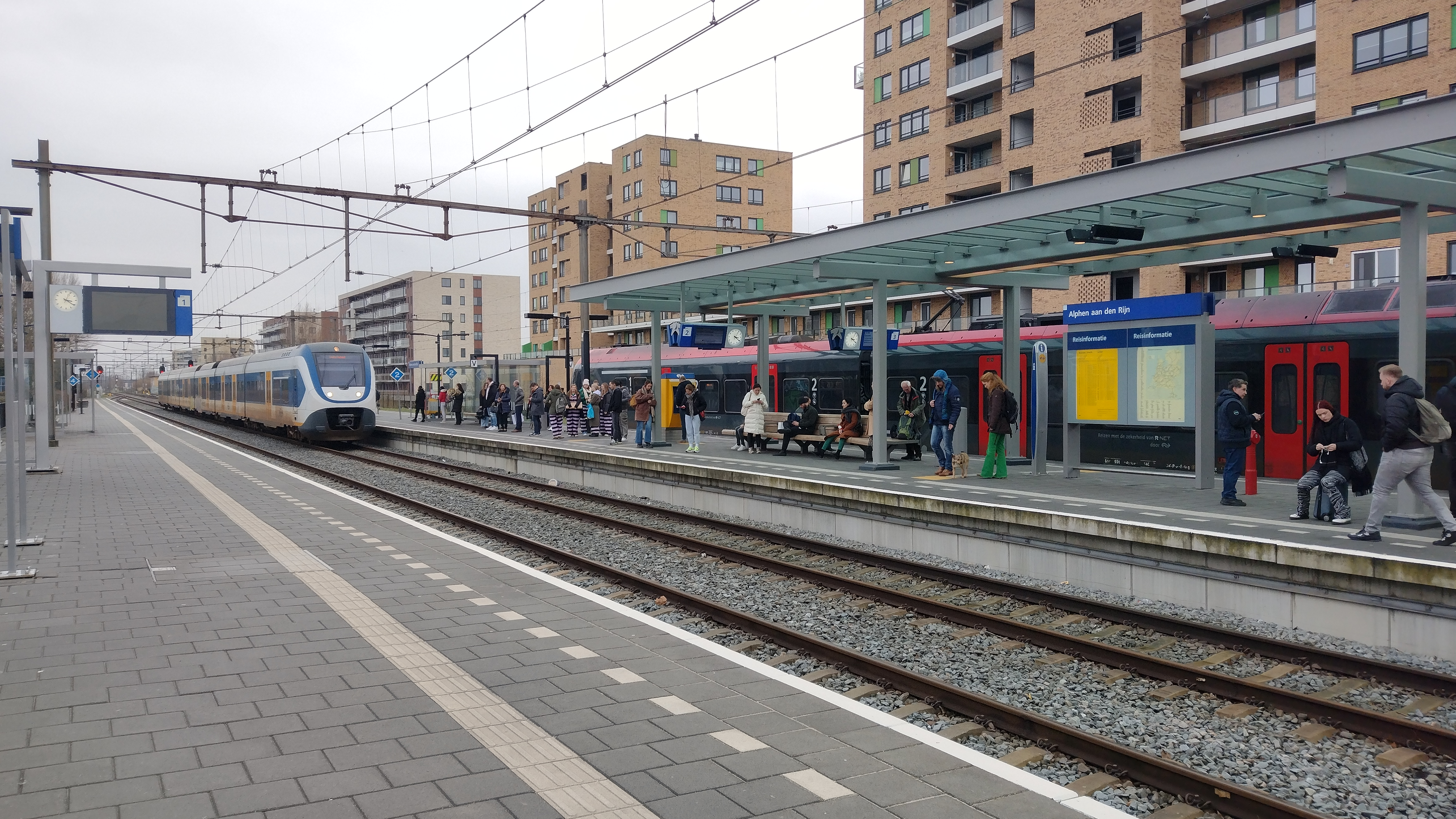
SLT en FLIRT van R-NET op het station